# Distrito de Fatih
Fatih (en español, Conquistador) es uno de los distritos más grandes de Estambul, Turquía, situado en el corazón de la ciudad. Debido a que constituye el barrio antiguo de la ciudad conquistado por Mehmed II el Conquistador, actualmente también se lo conoce como el "verdadero Estambul" o el "primer Estambul". Hoy en día, constituye la península de Estambul hasta la muralla, lo que fue la capital del Imperio bizantino, Constantinopla. Cuenta con una población de 443 955 habitantes (2008).
En Fatih se encuentra la mezquita de Fatih, primera mezquita otomana de relevancia en Estambul, ya que en ella se encuentra el mausoleo del sultán Mehmed II. Debido a que este distrito fue la principal zona histórica de la ciudad durante más de mil años, alberga la mayoría de los monumentos más importantes tanto de la etapa bizantina como de la época otomana.

## Historia
El nombre de Fatih proviene del sultán Mehmed II  que en idioma árabe, significa "Conquistador". La calle principal que atraviesa Fatih es Fevzi Pasa Caddesi, durante mucho tiempo la principal arteria de la ciudad, que une la zona de Beyazit con las murallas de la ciudad. A la derecha (según se sale de la ciudad) se encuentra el importante acueducto de Valente, de la época bizantina. A esto se suma su privilegiada ubicación, con unas dominantes vistas del mar de Mármara y el Cuerno de Oro. 

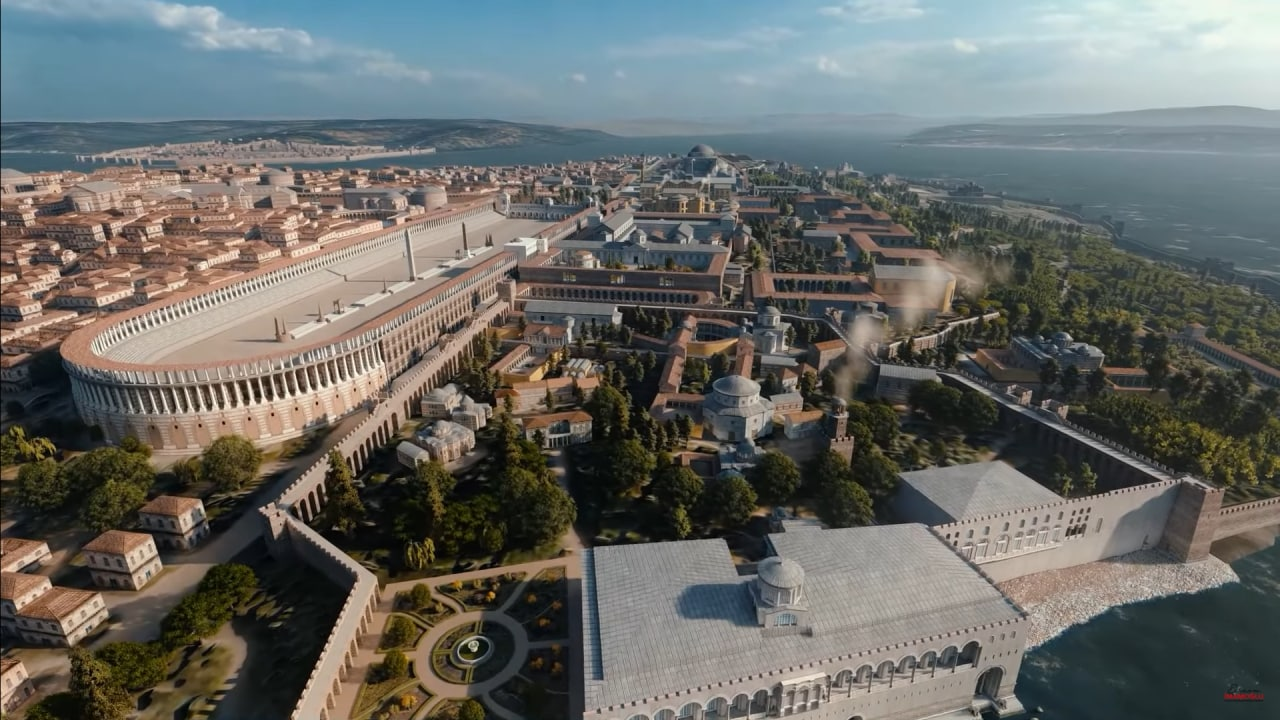
Imagen virtual de Constantinopla.

En Fatih se encuentra el emplazamiento de lo que fue la antigua  colonia griega de Bizancio, la cual estaba ubicada entorno de la colina del Sarayburnu, en cuya cima se hallaba la acrópolis de la ciudad. En este distrito se encuentran también las siete colinas históricas, similares a sobre las cuales se fundó Roma, y que fue una de las razones que inspiraron al emperador Constantino a fundar Constantinopla en ese emplazamiento y llamarla la Nueva Roma. Estas colinas fueron coronadas desde la etapa romana con edificios religiosos y palacios.  La iglesia de los Santos Apóstoles, mausoleo de Constantino I fue uno de ellos, la cual posteriormente fue reedificada por Justiniano  y destruida en 1461 por Mehmed II para construir la Mezquita de Fatih. Finalmente a partir de 1453 sobre las siete colinas históricas de lo que fue la Nueva Roma se construyeron palacios, mezquitas y numerosas tumbas en honor de la jerarquía otomana, cómo la mezquita Suleymaniye y el palacio Topkapı.
Los distritos históricos bizantinos eran: Exokiònion, Aureliànae, Xeròlophos, Eleuthèrou, Helleniànae, Dalmàtou, Sigma, Psamàthia, Katàkalon, Paradeision, Olympiou, Kyrou, Peghè, Rhèghion, Elèbichou, Leomàkellon, Dexiokràtous, Pètrion, Pètra, Phanàrion, Exi Màrmara (Altimermer), Philopàtion, Deutèron y Vlachèrnae (en griego).

### Periodo otomano

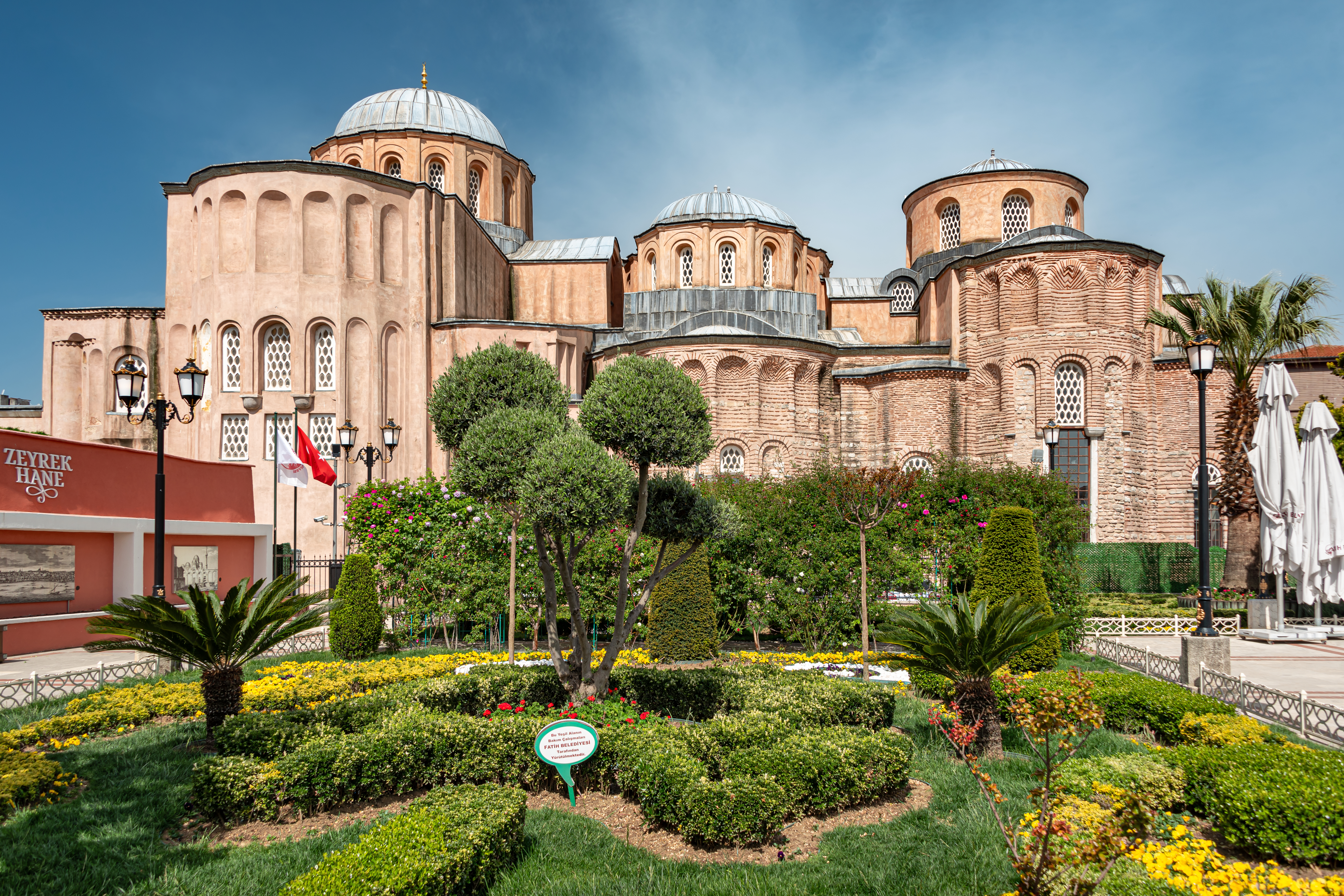
Mezquita de Zeyrek en Fatih.

Poco después de la conquista de la ciudad, grupos de estudiosos islámicos ocuparon las iglesias de Santa Sofía y el Pantocrátor (actualmente, la mezquita de Zeyrek); sin embargo, el complejo de Fatih fue el primer seminario islámico construido dentro de las murallas de la ciudad. La construcción de la mezquita permitió que la zona se mantuviese próspera después de la conquista. Los mercados crecieron para acoger a los miles de trabajadores implicados en la construcción y ofrecer materiales, además de dar atender a los estudiantes del seminario. Poco después, la zona ya se había convertido en un barrio con cierto carácter religioso. Parte de este carácter sigue presente en la actualidad. 
Después de la conquista de Constantinopla, la puerta de Edirnekapı de la muralla se convirtió en la salida principal a Tracia, lo cual revivió los barrios cercanos al Cuerno de Oro. La Mezquita de Fatih se encontraba de camino a Edirnekapı, por lo que el distrito de Fatih pasó a ser la zona más concurrida de la ciudad durante el primer periodo otomano. En el siglo XVI, se construyeron más mezquitas y mercados: la Mezquita de İskender Paşa, conocida en su momento por se un centro de reunión de la orden Naqshbandiyya de Turquía; la mezquita de Hırka-i Şerif, que alberga el manto del profeta Mahoma (la mezquita tiene un uso habitual, pero el manto solo se muestra durante el mes de Ramadán); el Tekke de Jerrahi; el Tekke de Sunbul Effendi y el Tekke de Ramazan Effendi, ambos en el barrio de Kocamustafapaşa; y la mezquita de Vefa Kilise. Los últimos cuatro monumentos reciben el nombre de los fundadores de diferentes órdenes sufíes. Muchas otras mezquitas, escuelas, baños y fuentes de la zona fueron construidas por líderes y oficiales militares de la corte otomana. 
A partir del siglo XVIII, Estambul comenzó a crecer fuera de la muralla, con lo cual se inició la transformación de Fatih. Este proceso se aceleró con los años, debido a los incendios que acabaron con las antiguas casas de madera y el terremoto de 1766, que destruyó la Mezquita de Fatih y muchos de los edificios de los alrededores, los cuales se reconstruyeron. Los incendios continuaron destruyendo el casco antiguo; muestra de ellos son las amplias avenidas que cruzan la zona. Actualmente quedan pocos edificios de madera en Fatih, aunque hasta los años 1960 éstos y las calles estrechas dominaban el distrito. Hoy en día, son mayoría los edificios de entre 5 y 6 plantas.

## Fatih en la actualidad

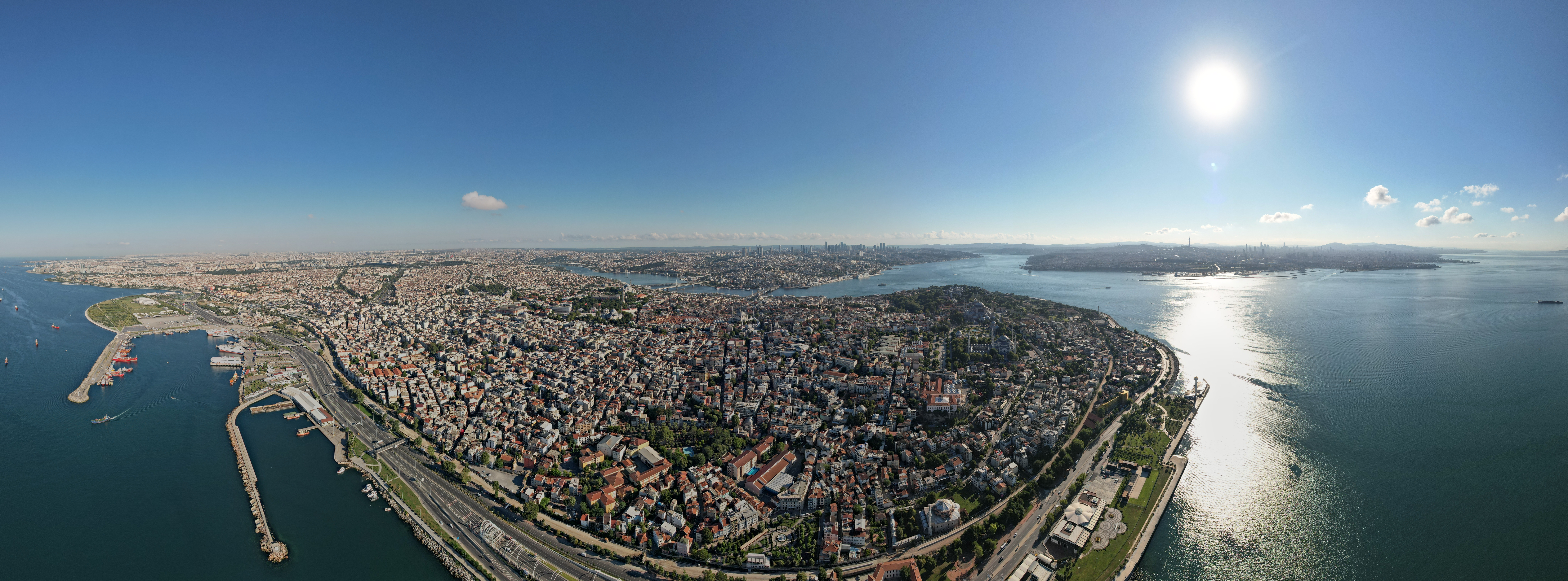
Panorama del distrito de Fatih.

Actualmente, Fatih se compone de barrios como Aksaray, Eminönü, Fındıkzade, Çapa o Vatan Caddesi, los cuales son más cosmopolitas que la imagen conservadora que se tiene de ellos (debido, posiblemente, a la comunidad Çarşamba). Se trata de uno de los distritos más grandes de la ciudad de Estambul.
Junto con la Universidad Haliç y la Universidad Kadir Has, en Fatih se encuentran dos campus diferentes de la Facultad de Medicina de la Universidad de Estambul (la Facultad Çapa de Medicina y la Facultad Cerrahpaşa de Medicina).
Además, desde 1586, la Iglesia ortodoxa de Constantinopla tiene su sede en la relativamente modesta catedral patriarcal de San Jorge, en el barrio de Fanar de Fatih.
Fatih cuenta con numerosos teatros, incluido el famoso Reşat Nuri Sahnesi. También tiene muchos colegios, hospitales y servicios públicos en general. Varios de los hospitales más antiguos de Estambul se encuentran en el distrito, incluidos los hospitales universitarios de Çapa y Cerrahpaşa, así como el hospital público de Haseki, el de Samatya y el de Vakıf Gureba. Existe un tranvía que recorre el espacio entre el muelle de Sirkeci, Sultanahmet y Aksaray.